# جوپیتر آیلند (فلوریدا)
جوپیتر آیلند (به انگلیسی: Jupiter Island) شهرکی در شهرستان مارتین ایالت فلوریدا است که در سال ۱۹۵۳ بنیان‌گذاری شده‌است. این شهرک طبق سرشماری سال ۲۰۱۰ میلادی، ۸۱۷ نفر جمعیت داشته و مساحت آن نیز ۹٫۳ کیلومتر مربع است.